# Usagi Drop
Usagi Drop (jap. うさぎドロップ, Usagi Doroppu) ist ein Josei-Manga von Yumi Unita, der 2011 als Anime-Fernsehserie und Realfilm verfilmt wurde.

## Handlung
Die Geschichte beginnt unvermittelt mit der Einladung des dreißigjährigen, viel beschäftigten und unverheirateten Lagerarbeiters Daikichi Kawachi (河地 大吉, Kawachi Daikichi) zur Beerdigung seines Großvaters. Er ist einer der ersten Angehörigen, der dort eintrifft, und begegnet vor der Haustür einem jungen Mädchen, das er nicht seiner Familie zuzuordnen vermag. Bei einem Gespräch mit seiner Mutter, die schon erste Vorbereitungen getroffen hatte, hört er überrascht von ihr, dass es sich bei dem Mädchen um die nicht eheliche Tochter seines Großvaters handelt, deren Existenz bisher verschwiegen wurde. Während die Familie eintrifft, Daikichi auf lange nicht gesehene Verwandte trifft und die Vorbereitungsarbeiten in vollem Gange sind, begegnet er immer wieder dem jungen Mädchen, das auf ihn einen recht erwachsenen Eindruck macht. Schließlich stellt sich ihr Name als Rin Kaga (鹿賀 りん, Kaga Rin) heraus. Bei der eigentlichen Beerdigungszeremonie wird offensichtlich, dass Rin durchaus große Gefühle für ihren verstorbenen Vater hat und sie ihn besser kennt als der Rest der Familie. Dennoch streiten sich die Angehörigen darüber, wer nun die Verantwortung für Rin übernehmen soll. Jeder versucht, diese so gut wie möglich von sich zu weisen und das Gespräch tendiert schon in die Richtung, Rin an ein Heim abzugeben, als sich Daikichi ein Herz fasst und beschließt, sie bei sich aufzunehmen, obwohl die gesamte Familie ihm davon abrät.
So beginnt die eigentliche Handlung damit, dass Daikichi relativ schnell sein gesamtes Leben umstellen muss. Schließlich kann er Rin ja nicht einfach irgendwo abgeben oder sie zu Hause lassen, während er seiner Arbeit nachgeht. Schnellstmöglich sieht er sich daher nach einer Vorschule um, die Rin für die Zeit aufnehmen könnte. Dies gelingt ihm schließlich. Dennoch ändert sich für ihn viel. So muss er sich erst einmal damit abfinden, in die Rolle eines Ziehvaters zu schlüpfen und hat zu Hause mit Rin alle Hände voll zu tun, die ihn aber auch immer wieder überrascht. Jedoch muss er auch seine Arbeitszeit verkürzen, da die Vorschule schon früh schließt und Rin immer die Letzte ist, die noch auf ihn wartet.
Mit der Zeit spielt sich das aber ein und Daikichi versucht, Rin so gut wie er kann zu erziehen – wobei er sich auch immer wieder die Frage stellt, wer hier wen erzieht. Auf der Arbeit und auch in seiner Freizeit ist er unterdessen bemüht, Kontakt zu Müttern jüngerer Kinder zu suchen, um sich von diesen beraten zu lassen. Schließlich ist er Hals über Kopf in diese Situation hineingestolpert und hat stets noch viel zu lernen. So kümmern ihn viele alltägliche Dinge wie Meldungen auf Ämtern, das Heraussuchen einer Schule und so weiter. Durch Rin lernt er dabei aber auch neue Leute kennen. Unter anderem Rins Freund und späteren Schulfreund Kōki Nitani (二谷 コウキ, Nitani Kōki). Darüber hinaus ist Kōkis Mutter Yukari Nitani (二谷 ゆかり, Nitani Yukari) nach einer Scheidung alleinstehend und ebenfalls dreißig Jahre alt. Da die sehr anständige Rin und der überdrehte Kōki dennoch sehr gut miteinander klarkommen, ergeben sich immer wieder Momente, wo auch die beiden Erwachsenen zusammenkommen und ein Hauch von einer zukünftigen Liebe in der Luft liegt.
Ganz anders verläuft hingegen die Suche nach der Mutter von Rin, für die es zunächst keine Anhaltspunkte gibt. Alles was Rin dazu weiß, ist, dass sie eine Putzgehilfin im Haushalt ihres Vaters war. Jedoch kennt sie nicht ihren Namen und auch vom Testament des Verstorbenen gibt es keine Spur. Dieses fällt letztlich aber doch Daikichi in die Hände, da es sein Großvater zwischen die Unterlagen zu Rin gepackt hatte, wohl wissend, dass derjenige, der sich aufrichtig um Rin kümmert, es finden würde. Im Testament ist schließlich auch der Name der Aushilfe, Rins leiblicher Mutter, zu finden. Sie heißt Masako Yoshii (吉井 正子, Yoshii Masako). Bei einem Treffen, in das sie einwilligt, stellt sich heraus, dass sie von sich aus ihre Tochter verlassen hat. Sie zeigt sich dabei ziemlich kaltblütig und immer etwas ausweichend, wenn es um Rin geht, da sie eine Karriere als Mangaka anstrebt und sie keine Zeit für Rin hätte. Rin wird darüber jedoch nicht aufgeklärt und Daikichi hält aus Rücksicht ihr gegenüber die Treffen geheim.
Nach ersten Zweifeln, dass Daikichi mit Rin fertigwerden würde, stellt sich aber auch nach und nach wieder seine Familie zu ihm und lernt Rin zu akzeptieren.

## Manga
Der Manga erschien in Shōdenshas Josei-Manga-Magazin Feel Young von den Ausgaben 10/2005 bis 05/2011 (d. h. September 2005 bis 8. April 2011). Von Mai 2006 bis Juli 2011 wurden die Kapitel in 9 Sammelbänden (Tankōbon) veröffentlicht.

## Anime
Das Animationsstudio Production I.G produzierte eine Anime-Serie die vom 8. Juli bis 16. September 2011 kurz nach Mitternacht (und damit am vorigen Fernsehtag) auf Fuji TVs Programmblock noitaminA in der Kantō-Region ausgestrahlt wurde. Regie führte Kanta Kamei. Binnen einer Woche folgten die Sender Kansai TV in der Kansai-Region und Tōkai TV im Großraum Nagoya. Ab 6. August 2011 erfolgte die landesweite Ausstrahlung per Satellit über BS Fuji.
Auf der DVD-/Blu-ray-Veröffentlichungen waren zudem eine vierteilige OVA (jeweils ca. 5 Minuten) zu finden.
Die Hintergrundmusik stammt von Suguru Matsutani. Der Vorspanntitel Sweet Drops wurde von Puffy und der Abspanntitel High HighHigh von Kasarinchu gesungen.
Der Publisher AniMoon Publishing gab am 24. Mai 2017 bekannt, dass der Anime durch sie in Deutschland erscheinen werde. Die ersten vier Episoden des Anime hatten am 9. Dezember 2017 ihre deutsche Premiere im Kino von UCI Kinowelt in Berlin-Friedrichshain. Am 15. Dezember 2017 hätten dieselben Episoden als erste Volume in einer limitierten Mediabook-Edition im deutschen Handel erscheinen sollen, die bei der Kinovorführung schon im Voraus käuflich erwerblich gewesen wären. Aufgrund von Lieferschwierigkeiten musste die Veröffentlichung auf den 5. Januar 2018, für Vorbesteller des hauseigenen Online-Shops, und 12. Januar 2018, für den Einzelhandel, verschoben werden. Volume zwei enthält die Episoden fünf bis acht und ist am 16. Februar 2018 erschienen. Volume drei enthält die Episoden neun bis elf, die 4-teilige OVA und ist am 23. März 2018, für Vorbesteller, bzw. regulär am 30. März 2018 veröffentlicht worden.
Die deutsche Synchronisation entstand durch die Synchronfirma Kölnsynchron in Aufnahmestudios in Köln, München und Berlin. Das Dialogbuch schrieb Daniel Käser, der auch die Dialogregie übernahm.
| Rolle            | japanischer Sprecher (Seiyū) | deutscher Sprecher |
| ---------------- | ---------------------------- | ------------------ |
| Daikichi Kawachi | Hiroshi Tsuchida             | Patrick Roche      |
| Rin Kaga         | Ayu Matsuura                 | Gretchen Zilm      |
| Yukari Nitani    | Sayaka Oohara                | Demet Fey          |
| Kouki Nitani     | Noa Sakai                    | Karl Zilm          |
| Haruko Maeda     | Kana Ueda                    | Shandra Schadt     |
| Reina Maeda      | Nanako Sudou                 | Holle Kirck        |
| Masako Yoshii    | Maaya Sakamoto               | Milena Karas       |
| Sachiko Kawachi  | Atsuko Mine                  | Dagmar Dempe       |
| Kenij Kawachi    | Masakazu Itou                | Alexander Pelz     |
| Kazumi Kawachi   | Yumi Uchiyama                | Jacqueline Belle   |

## Realfilm

### Produktion
Der Kinofilm wurde in der Feel Young 7/2010 vom 8. Juni 2010 offiziell angekündigt.
Am 8. August 2010 wurde angekündigt, dass Ken’ichi Matsuyama, der zuvor durch andere Filme wie Death Note und Gantz bekannt wurde, die Hauptrolle des Daikichi übernehmen wird. Regie führte Sabu.
Die Dreharbeiten begannen am 21. Juli 2010 in einer Wohngegend von Kawasaki in der Präfektur Kanagawa.
Eine Filmvorschau wurde am 21. Februar 2011 auf der offiziellen Website veröffentlicht. Der Theme-Song des Films ist ebenfalls Sweet Drops von Puffy. Der offizielle Trailer des Films wurde auf der Website am 29. April 2011 veröffentlicht. Im Film werden einige Sequenzen mit dem Lied „Die Konkurrenz“ von der deutschen Band Wir sind Helden unterlegt.

### Veröffentlichung
Usagi Drop hatte seine Uraufführung am 20. Juni 2011 auf dem 14. Shanghai International Film Festival. Alle der ungefähr 3.000 Sitzplätze waren ausverkauft.
Am 20. August 2011 begann die Kinoauswertung in Japan.
AniMoon Publishing gab im August 2017 bekannt, den Realfilm lizenziert zu haben und Anfang 2018 auf DVD und Blu-ray veröffentlichen zu wollen. Usagi Drop – The Movie sollte ursprünglich am 27. April 2018 in einer limitierten Mediabook-Edition auf Deutsch erscheinen, wurde aber aufgrund von Verschiebungen erst am 1. Juni 2018 für Vorbesteller des eigenen Online-Shops und am 8. Juni im regulären Einzelhandel veröffentlicht. Das Mediabook enthält ein 16-seitiges Booklet, ein Poster und passt in den Sammelschuber des Anime mit hinein.